# Hélicoïde
Un hélicoïde est une surface s'appuyant sur une hélice et sur un axe. Elle fut découverte par Jean-Baptiste Marie Meusnier de La Place en 1776.
C'est, avec le plan, la seule surface minimale réglée (c'est-à-dire pouvant être obtenue par déplacement d'une droite dans l'espace).
Paramétrage :
{\displaystyle u\in \mathbb {R} ,v\in \mathbb {R} \left\{{\begin{matrix}x&=&v\cos(u)\\y&=&v\sin(u)\\z&=&u\end{matrix}}\right.}

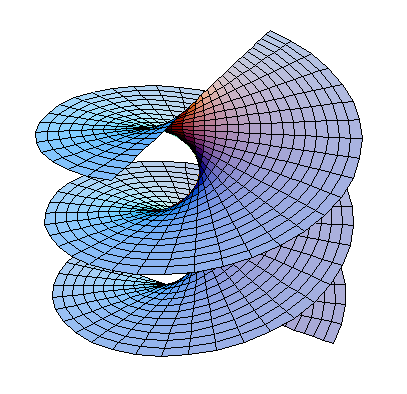
Un hélicoïde, tracé à l'aide de Mathematica.

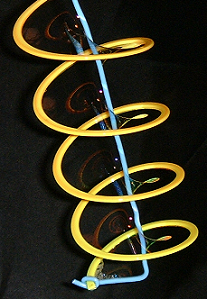
Un hélicoïde matérialisé par un film de savon s'appuyant sur une hélice et son axe.

C'est par ailleurs la seule famille de solutions de la forme {\displaystyle z=f(v/u)} à l'équation locale d'Euler-Lagrange qui caractérise les surfaces minimales.
On a longtemps cru que la caténoïde, l’hélicoïde et le plan étaient les seules surfaces minimales sans intersections. Depuis, les surfaces de Scherk ont prouvé que ce n'était pas le cas.
On peut matérialiser un hélicoïde, comme sur la photo ci-contre, en utilisant le fait qu'un film de savon, pour minimiser son énergie, doit minimiser sa surface : ainsi la bulle de savon s'accrochant à l'hélice et à la tige centrale est la surface minimale passant par ces contours.

Formation d'hélicoïdes par torsion d'un objet en silicone.

## Note
1. ↑  Ou une hélicoïde ; les deux genres (masculin et féminin) sont acceptés selon le CNRTL : le féminin par ellipse de la locution courbe hélicoïde, le masculin par existence propre du substantif masculin en tant que tel.